# Луисвил (Охајо)
Луисвил (енгл. Lewisville) град је у америчкој савезној држави Охајо.

## Демографија
По попису из 2010. године број становника је 176, што је 57 (-24,5%) становника мање него 2000. године.
| Група             | 2000.       | 2010.       |
| Белци             | 231 (99,1%) | 172 (97,7%) |
| Афроамериканци    | 0 (0,0%)    | 0 (0,0%)    |
| Азијати           | 1 (0,4%)    | 1 (0,6%)    |
| Хиспаноамериканци | 0 (0,0%)    | 1 (0,6%)    |
| Укупно            | 233         | 176         |